# Liste d'interprètes de Jacques Brel
Vous pouvez aider à l'améliorer ou bien discuter des problèmes sur sa page de discussion.
- Il ne cite pas suffisamment ses sources. Vous pouvez indiquer les passages à sourcer avec {{référence nécessaire}} ou {{Référence souhaitée}}, et inclure les références utiles en les liant aux notes de bas de page. (Marqué depuis décembre 2018)
- Il doit être recyclé. La réorganisation et la clarification du contenu sont nécessaires. (Marqué depuis décembre 2018)

- Archive Wikiwix
- Bing
- Cairn
- DuckDuckGo
- E. Universalis
- Gallica
- Google
- G. Books
- G. News
- G. Scholar
- Persée
- Qwant
- (zh) Baidu
- (ru) Yandex
- (wd) trouver des œuvres sur Wikidata

Les artistes dont les noms suivent ont tous interprété des œuvres de Jacques Brel. Les versions originales (c'est-à-dire : premières éditions de chansons écrites par Brel, mais jamais reprises sur son propre répertoire) sont reprises en  gras .
- Haut – A
- B
- C
- D
- E
- F
- G
- H
- I
- J
- K
- L
- M
- N
- O
- P
- Q
- R
- S
- T
- U
- V
- W
- X
- Y
- Z

4 Walls
- Ces gens-là - sur le CD 'Which side are you on', 2004

## A
Acda en de Munnik
- La Valse à mille temps - sur le CD 'Acda en de Munnik / Zwerf', 1997
- De stad (Amsterdam) - sur le CD 'Acda en de Munnik', 1998

Ciara Adams
- Ne me quitte pas - sur le CD 'Ciara Adams live at Le Sélect Bistro', 2005, jazz

Karen Akers
- Chanson des vieux amants - sur le CD 'Under Paris skies', 1996
- If we only have love (Quand on n'a que l'amour) - sur le CD 'If we only have love', 2004

Corinne Allal
- (Benamal) (Amsterdam) - sur l'album 'Forbidden Fruits', 1987

Marc Almond
- The Bulls (Les Toros) - sur l'album 'Torment and toreros' de Marc and the Mambas, 1983
- The devil (Okay) (Le Diable (ça va)), If you need (S'il te faut), The Lockman (L’éclusier), We must look (Il nous faut regarder), Alone (Seul), I'm coming (J'arrive), Litany for a return (Litanies pour un retour), If you go away (Ne me quitte pas), The town fell asleep (La ville s'endormait), The Bulls (Les Toros), Never to be next (Au suivant), My death (La Mort) - sur le CD 'Jacques', 1989
- Jacky (simple, 1991)

Thierry Amiel
- Quand on n'a que l'amour, Amsterdam - sur le CD 'Paradoxes', 2003

Ange
- Ces gens-là - sur l'album 'Le cimetière des arlequins', 1971
- Le Moribond, À jeun - sur le CD 'À propos de...', 1982

Dick Annegarn
- L'Éclusier - sur le 33t '140 BXL', 1983
- Jef - sur le CD Aux suivants, 2003

Richard Anthony
- Les Vieux - sur le CD Hommage - Ils chantent Jacques Brel, 1998

Giorgos Arapakis 
- ΑΜΣΤΕΡΝΤΑΜ   (Amsterdam, sur CD Les Voleurs du Printemps  (ΟΙ ΚΛΕΦΤΕΣ ΤΗΣ ΑΝΟΙΞΗΣ  1995 )

Jenny Arean
- Ik hield van (J'aimais), De namen van Parijs (Les prénoms de Paris), Kinderen van (Fils de...) - sur l'album 'Hommage aan Jacques Brel', 1974
- Kinderen van (Fils de...) - sur l'album 'Jenny Arean', 1986, avec des chansons du spectacle Gescheiden vrouw op oorlogspad
- Delfzijl (Vesoul) - sur le CD 'Voorwaarts en niet vergeten', 1999

Paul Armfield
- Why should it be that a man gets bored (Pourquoi-faut il que les hommes s'ennuient) - sur le CD 'Songs without words', 2004

Arno
- Le Bon Dieu - sur le CD 'À la Française', 1995
- La la la - sur le CD Aux suivants, 2003
- Voir un ami pleurer - sur le CD 'French bazaar', 2004

Arthur H.
- Sur la place - sur le CD Aux suivants, 2003

Sandy Aruba
- Ne me quitte pas - 33 tours, 1997, 3 versions

Natacha Atlas
- Ne me quitte pas - sur le CD 'Ayeshteni', 2001

Attila the Stockbroker
- Ces gens-là - sur le CD 'Ne me quitte pas : Brel songs by...', 1998

Isabelle Aubret
- Ne me quitte pas, Amsterdam, Le Plat Pays, Heureux, La Fanette, Les Prénoms de Paris, Je ne sais pas, Seul, Les Vieux, Quand on n'a que l'amour, Rosa, Sur la place, Fils de..., Le Prochain Amour, Les Singes, La Chanson des vieux amants, On n'oublie rien, La Quête (Sur le CD 'Chante Brel', 2001)

Hugues Aufray
- Ne me quitte pas (sur le CD 'Hommage - Ils chantent Jacques Brel', 1998)

Giacomo Aula
- Ne me quitte pas (sur le de CD 'The looking glass session', 2003)

## B
Pierre Bachelet
- La Quête, Madeleine, Le Plat Pays, La Chanson des vieux amants, Voir un ami pleurer, Heureux, La Fanette, Orly, Ne me quitte pas, Quand on n'a que l'amour, Le Bon Dieu (sur l'album 'Tu ne nous quittes pas', 2005)

Joan Baez
- The dove (La Colombe ; sur l'album 'Joan', 1967)

Roy Bailey
- Les timides (Sur l'album 'Ne me quitte pas: Brel songs by...', 1998)

Michał Bajor
- Jef (sur l'album 'Michał Bajor '95', 1995)
- Następny (Au suivant, sur l'album '83' - 93' pierwsza płyta', 1993)
- Nie opuszczaj mnie (Ne me quitte pas, sur l'album 'Michał Bajor '95', 1995)

Marco Bakker
- Liefde van later (La Chanson des vieux amants) (sur l'album 'Marco Bakker zingt romantische sfeersongs', 1981)

Michael Ball
- If you go away (Ne me quitte pas) - sur l'album 'Songs of love', 2001

Yossi Banai
- Ahava bat 20 (La Chanson des vieux amants) - sur l'album 'A gypsy face', 1972
- HaMatilda Sjeli (Mathilde) - sur l'album 'Sjiekor walo mejajien' ('Saoul, mais pas de vin'), 1990
- Bisjviel tipa shel chesed (La Tendresse), Al tilchi mikan (Ne me quitte pas), Banim (Fils de...), Ha'iesj mehagaz (Le Gaz), Hagoses (Le Moribond), Loe hajiti elohiem (Le Bon Dieu), Habet hetev jaldie habet hetev (Regarde bien, petit), Kesjehajiti soes (Le Cheval), Lo sjochechiem davar (On n'oublie rien), Bonboniem (Les Bonbons), Jesj gevoel (Vesoul), Im neda' le'ehow (Quand on n'a que l'amour) - sur l'album 'Im neda' le'ehow - Songs of Jacques Brel', 1992

Barbara
- 1961 album Barbara chante Jacques Brel.

Attila Bardóczy
- Amsterdam, Les Toros (sur l'album 'Chanson classique', 1996)

Alain Bashung
- Le Tango funèbre (sur le CD Aux suivants, 2003)

Shirley Bassey
- If you go away (Ne me quitte pas) - sur l'album 'And we were lovers', 1967; sorti aussi en single
- If we only have love (Quand on n'a que l'amour) - sur l'album 'And I love you so', 1972
- If you go away (Ne me quitte pas) - sur l'album 'The remix album: Diamonds are forever', 2001, version techno

Franco Battiato
- La canzone dei vecchi amanti (La Chanson des vieux amants) - sur l'album 'Fleurs', 1999

Martine Baujoud
- Hé! m'man  - sur son seul album de 1969

Angélique Beauvence
- La Chanson des vieux amants, Ne me quitte pas - sur l'album 'Still...love you', 2004

Beirut
- Le Moribond

Oscar Benton
- If you go away (Ne me quitte pas) - 1984, single

Herman van den Berg
- Die Sterwende (Le Moribond), Drinklied (La Bière), Die Grysaards (Les Vieux), My Lae Land (Le Plat Pays), Jojo, Amsterdam, My Kinderdae (Mon enfance), Om Met Liefde Alleen (Quand on n'a que l'amour), Vlamingvrou (Les Flamandes), Sneeu Oor Luik (Il neige sur Liège), Die Bedeesdes (Les Timides), Die Lied Van Die Ou Minnaars (La Chanson des vieux amants), Die Goeie God (Le Bon Dieu) (sur l'album 'Brel In Afrikaans', 2007)
- Marieke, Mathilde, Laat My By Jou Bly (Ne me quitte pas), Orly, Nuwe Liefde (Le Prochain Amour), Tot Mens 'n Vriend Sien Huil (Voir un ami pleurer), Die Stad Sluimer In (La ville s'endormait), Smeekbedes Vir 'n Terugkeer (Litanies Pour Un Retour), Die Wanhopiges (Les Désespérés), Die Marquises (Les Marquises), Fernand. (sur l'album 'Brel In Afrikaans II', 2011)

Paloma Berganza
- La Chanson des vieux amants, Ne me quitte pas, La Valse à mille temps - sur l'album 'Avec le temps', 2002

Gérard Berliner
- Mathilde - sur l'album 'Hommage - Ils chantent Jacques Brel', 1998

Dave Berry
- Amsterdam - sur l'album 'Ne me quitte pas: Brel songs by...', 1998

Masha Bijlsma Band
- La Chanson des vieux amants - sur l'album 'Profile', 1998, jazz

Acker Bilk
- If you go away (Ne me quitte pas) - sur l'album 'His clarinet & strings', 1972, jazz

Maria Bill
- De Burgerij (Les Bourgeois), Marieke, Fernand, Ne me quitte pas, À jeun, Amsterdam, Pardons, Le Moribond, La Chanson de Jacky, Le Diable (ça va), Madeleine, Voir un ami pleurer, Jef, La Chanson des vieux amants, La Valse à mille temps, Les Remparts de Varsovie, Litanies pour un retour, Mathilde, Quand on n'a que l'amour - sur l'album 'Maria Bill singt Jacques Brel', 2001

Black Box Recorder
- Seasons in the Sun (Le Moribond) - sur l'album 'The worst of Black Box Recorder', 2003

Karin Bloemen
- Nuttelozen van de nacht (Les Paumés du petit matin) - sur l'album 'Het zou toch moeten bestaan', 2002

Frida Boccara
- Ne me quitte pas - sur le CD 'Un jour, un enfant', 1998

Frank Boeijen
- Een vriend zien huilen (Voir un ami pleurer) - en duo avec Micheline van Hautem sur le DVD 'Live in Antwerpen', 2004

Deborah Boily
- Ne me quitte pas - sur l'album 'Thank you for the music', 2004, partie de 'French medley'

Hans de Booij
- De kathedraal (La Cathédrale) - sur la compilation 'Het beste van...', 1987
- Marieke - CD 'Vlaamse helden', 1992

Stef Bos
- De laatste trein (Les Désespérés) - sur l'album  'De onderstroom', 1997
- Jef - sur l'album 'Zien', 1999

Miguel Bosé
- Ne me quitte pas - sur l'album 'Once maneras de ponerse un sombrero', 1998

Della Bosiers
- J'aimais, Rosa - lors du concert 'Ode aan Jacques Brel', Amsterdam 16 mars 2003

Hans Boskamp
- De drinker (L'Ivrogne)

Botticelli
- Seasons in the Sun (Le Moribond) - sur l'album 'Midnight moods', 1989

Isabelle Boulay
- Amsterdam - sur l'album 'Scènes d'amour', 1999

David Bowie
- My death (La Mort) - sur divers enregistrements en public vers 1972
- Amsterdam - face B du 45 tours Sorrow, 1973

Ted de Braak
- Aju Publiek (Le Moribond) - sur l'album 'n 'Glaasje Madeira', 1976

Bruno Brel
- Les Vieux, Amsterdam, Madeleine, Les Bourgeois, Hé! m'man, Mon père disait, Fils de... - sur l'album  'Moitié Bruno moitié Brel', 2001
- Amsterdam, Les Vieux, Ces gens-là, Madeleine, Les Timides, Hé M'man, Les Bourgeois, Fernand, Marieke - sur l'album  Bruno Brel aux oiseaux de passage, 2003
- Je m'en remets à toi, Hé m'man - sur l'album 'L'Héritage' Canetti 2004

Corry Brokken
- Een wals uit duizenden (La Valse à mille temps) - 1960, face B d'un single

Patrick Bruel
- Fernand - sur l'album  'On s'était dit... Tour 95', 1995
- Jef - sur l'album 'Bruel Tour 90-91', 1991

Joke Bruijs
- Moe nie weggaan nie (Ne me quitte pas) - lors du concert 'Ode aan Jacques Brel', Amsterdam 16 mars 2003

Yuri Buenaventura
- Ne me quitte pas - sur l'album 'Herencia Africana', 1996; version salsa

## C
Didier Caesar
- 'Nos chansons préférées', CD avec 18 chansons diverses, dont 8 de Brel. Un CD en allemand avec 16 chansons, dont 5 de Brel. Édition d'une brochure franco-allemande Brel avec 25 chansons en allemand.

Franco Califano
- Ne me quitte pas - extrait du 'Non escludo ilritorno', 2005

Philippe Callens
- Callens chante Brel - 20 chansons, 2006 - 20 chansons, 2007

Camden
- De burgerij (Les Bourgeois) - extrait du CD 'Puur Brel', 2003; extrait du programme 'Puur Brel' de la chaine pour jeunes JimTV qui invita des artistes et groupes belges à retravailler des chansons de Brel à l'occasion du 25e anniversaire de sa mort.

Glen Campbell
- If you go away (Ne me quitte pas) - extrait de l'album 'Wichita Lineman', 1968

Donald Cant
- If you go away (Ne me quitte pas), Amsterdam, Brussels (Bruxelles), Marieke, Old folks (Les Vieux), Jackie (La Chanson de Jacky), Desperate ones (Les Désespérés), My death (La Mort), Next (Au suivant), Fanette, Carousel (La Valse à mille temps), If we only have love (Quand on n'a que l'amour) - extrait du CD 'Cant / Brel', 1999

Lana Cantrell
- If you go away (Ne me quitte pas) - extrait du CD 'Lana Cantrell', 1998

Carlot-ta
- Il neige sur Liège

Caravelli
- Ne me quitte pas -extrait du CD 'Douce France', 1988

Caribbean Steel Band
- Seasons in the Sun (Le Moribond) - extrait du CD 'Caribbean Holiday', 2003; instrumental

José Carreras
- La Chanson des vieux amants - extrait du CD 'Energia', 2004

Rossana Casale
- Non so perché (Je ne sais pas), Vesoul, Se c'è solo l'amore (Quand on n'a que l'amour), Tango funebre (Le Tango funèbre), La canzone dei vecchi amanti (La Chanson des vieux amants), I cuori teneri (Les Cœurs tendres), La mia infanzia (Mon enfance), Zangra, Isabelle, Le Fiamminghe (Les Flamandes), Non andare via (Ne me quitte pas), La città già dormiva (La ville s'endormait) - extrait du CD 'Jacques Brel in me', 1999

France Castel
- Les Désespérés - (sur le CD 'Brel Québec', 1993)

Koen de Cauter
- Le Plat Pays - extrait du CD 'Ne me quitte pas: Brel songs by...', 1998

Les Cavaliers
- Amsterdam - extrait de l'album 'Les Cavaliers - trubaduuriyhtye', 1987

Nick Cave
- Next (Au suivant) - reprise au Queen Elizabeth Hall en novembre 2007

Jean-Paul Céléa & François Couturier
- Ne me quitte pas - extrait du CD 'Passaggio', 1990; jazz

The Centimeters
- Next - sur le CD , 2001

Claude Challe
- Ne me quitte pas - extrait du CD 'Lover dose', 2000

Chantal Chamberland
- Ne me quitte pas - extrait du CD 'Serendipity street', 2006

Ray Charles
- If you go away (Ne me quitte pas) - extrait de l'album 'Come live with me', 1974

Matthieu Chedid
- Au suivant - 'Aux suivants', 1998

Petula Clark
- Un enfant - Titre écrit pour elle, chanté sur son album Petula 65, puis interprété par Brel en 1968 sur son album J'arrive

Renée Claude
- "Ne me quitte pas", 1967 - Elle a aussi enregistré ce titre en anglais sous le titre "If you go away", 45 T en 1968

Alan Clayson
- Sons of (Fils de...), Next (Au suivant) - extrait du CD 'Ne me quitte pas: Brel songs by...', 1998

Julien Clerc
- La Quête, sur son album Sans entracte (1980)

Judy Collins
- The dove (La Colombe) - extrait de l'album 'In my life', 1966
- La Chanson des vieux amants' - extrait de l'album 'Wildflowers', 1967
- Marieke - extrait de l'album 'Whales & nightingales', 1970
- Sons of (Fils de...) - extrait de l'album 'Colors of the day', 1972

Ray Conniff Singers
- If we only have love (Quand on n'a que l'amour) - extrait de l'album 'You are the sunshine of my life', 1973

Sam Cooke
- I belong to your heart (Quand on n'a que l'amour) - 1960

Frank Cools
- Laat me niet alleen (Ne me quitte pas), Vlaamse vrouwen (Les Flamandes), De burgerij (Les Bourgeois), De prille liefde (Le Prochain Amour), Snoepgoed (Les Bonbons), En wie volgt! (Au suivant), De oudjes (Les Vieux), De drinker (L'Ivrogne), Orly, Mathilde, Heel mijn jeugd (Mon enfance), Rosa, Kinderen van ... (Fils de...), Jef, Straks komt mama thuis (Quand maman reviendra), Het bier (La Bière) - sur l'album 'Frank Cools zingt Jacques Brel', 1995

Vera Coomans
- La Chanson des vieux amants (extrait du CD 'Ne me quitte pas: Brel songs by...', 1998)

Costa Cordalis
- Ne me quitte pas (extrait du CD 'Der Vorhang geht auf', 1995)

Debbie de Coudreaux
- La Chanson des vieux amants (extrait du CD 'Have a little Paris on me', 2003)

Mary Coughlan
- Hearts (Les Cœurs Tendres; extrait du CD 'Sentimental killer', 1992)

Ben Cramer
- Liefde van later (La Chanson des vieux amants ; extrait de  l'album 'Als de avond valt', 1983)

Les Croquants
- La Chanson de Jacky, Le Moribond (extrait du CD 'Reprise', 2004)

Arie Cupé
- De oudjes (Les Vieux, lors du concert 'Ode aan Jacques Brel', Amsterdam 16 mars 2003)

## D
Dalida
- Non lasciarmi solo (Ne me quitte pas)
- Quand on n'a que l'amour (sur l'album 'Le spectacle du Palais des Sports 1980', 1980)

Damita Jo
- If you go away (Ne me quitte pas ; sur l'album 'Damita Jo sings', 1965)

Jean-Louis Daulne
- Vesoul (sur l'album 'Jean-Louis Daulne', 2006)

George Davidson
- Ne me quitte pas (sur l'album 'Somewhere in my heart', 1995)

Dawn
- Ne me quitte pas (sur l'album 'Guitar & vocals', 2004)

Hamed Daye
- Ne me quitte pas (sur l'album 'L'Hip-Hopee', 2000; rap versie)

Décibrel
- Spectacle-hommage qui a tourné en Belgique entre 2006 et 2009, diffusé sur Arte Belgique et la RTBF en octobre 2008

Dee Dee Bridgewater
- Ne me quitte pas (sur l'album 'J'ai deux amours', 2005)

Michel Delpech
- Ces gens-là (sur l'album 'Hommage - Ils chantent Jacques Brel', 1998)

John Denver
- Amsterdam (sur l'album 'Take me to tomorrow', 1971 et sur le DVD 'A song's best friend', 2005 et 'An evening with John Denver', 2001 version De Luxe)

Janez Detd.
- Ne me quitte pas (sur l'album 'Puur Brel', 2003 ; pour l'émission 'Puur Brel' sur JimTV).

Neil Diamond
- If you go away (Ne me quitte pas, sur l'album 'Stones', 1971)

Barbara Dickson
- If you go away (Ne me quitte pas, sur l'album 'The right moment', 1986)

Dicte
- If you go away (Ne me quitte pas, sur l'album 'This is cool', 2000)

Marlene Dietrich
- Bitte geh nicht fort (Ne me quitte pas, 1963)

Pascal Deman
Interprète en live et dans les spectacles vivants 
- "Les Amours de Médiane" ainsi que "De Bruxelles aux Marquises" de la troupe Baltema,
- "Dans le ciel, deux étoiles..." ce spectacle est la rencontre fortuite de deux inconditionnels, lui de Jacques Brel et elle d'Edtih Piaf (avec la chanteuse Chantal Câlin)
- Au suivant, La chanson de Jacky, Jef, Quand on n'a que l'amour, Bruxelles, Isabelle, Madeleine, Rosa,
- Comment tuer l'amant de sa femme, Mathilde, J'arrive, Une île, Les Bonbons, Ces gens-là, Les Bonbons 67,
- La valse à mille temps, Ne me quitte pas, Les bourgeois, Le plat pays, Les Flamandes, Le moribond, La quête,
- On n'oublie rien, Heureux, Les bigotes, L'homme de la Mancha, Les toros, Amsterdam, La chanson des vieux amants,
- Les timides, Les vieux, Vesoul, La ville s'endormait, Les Marquises, Fernand, Les biches, Les prénoms de Paris,
- Les cœurs tendres, Le dernier repas, Voir un ami pleurer, Regarde bien petit, La cathédrale, Mai-40, L'Ivrogne,
- L'amour est mort, Il neige sur Liège, La Fanette, Les remparts de Varsovie, Orly, Mon enfance, Jojo, Un enfant, Marieke, Fernand.
- La quête(sur l'album 'Suivre l'étoile', 2003)

Céline Dion
- Un enfant (sur l'album 'Chants et contes de Noël', 1983)
- Quand on n'a que l'amour (sur l'album 'Celine Dion à l'Olympia', 1994, live)
- Ne me quitte pas (à Las Vegas et sur l'album Sans attendre édition Deluxe, 2012)

Sacha Distel
- Les Crocodiles (sur un 45 tours de 1962)

Divine Comedy
- Jacky (sur l'album 'The pop singer's fear of the pollen count', 1999)

De Dopegezinde Gemeente
- Burgerij (Les Bourgeois, sur l'album 'Ver van alles', 1995)

Lia Dorana
- Laat me niet alleen (Ne me quitte pas sur l'album  'Lia Dorana solo '68 ', 1968)

Dragseth Duo
- Gah nich wech vun mi (Ne me quitte pas sur le CD 'Soweit...', 2010; sur le CD 'Lichtjahre', 1991)
- Mien platte land (Le Plat Pays sur le CD 'Soweit...', 2010; sur le CD 'The Promised Shore', 2006)

The Dresden Dolls
- Amsterdam (jamais enregistré sur disque, peut être écouté sur le Web)

Andre van Duin
- Liefde van later ('La Chanson des vieux amants' sur l'album 'Recht uit het hart', 1999)

Charles Dumont
- Je m'en remets à toi (sur l'album 'À faire l'amour sans amour', 1964)

Yves Duteil
- La Fanette (sur l'album 'Hommage - Ils chantent Jacques Brel', 1998)

## E
Sheena Easton
- If you go away (Ne me quitte pas sur le CD 'No strings', 1993)

Stephan Eicher
- Voir un ami pleurer (sur le CD 'Aux suivants', 2003)

Philippe Elan
- Les Prénoms de Paris, La Fanette (Lors du concert 'Ode aan Jacques Brel', Amsterdam 16/03/2003)

Shawn Elliott, Elly Stone, Mort Shuman et Alice Whitfield
- Marathon (Les Flamandes), Alone (Seul), Madeleine, I loved (J’aimais), Mathilde, Bachelor's dance (La Bourrée du célibataire), Timid Frieda (Les Timides), My death (La Mort), Jackie, Desperate ones (Les Désespérés), Amsterdam, The bulls (Les Toros), Old folks (Les Vieux), Marieke, Brussels (Bruxelles), Fanette (La Fanette), Funeral tango (Tango funèbre), The middle class (Les Bourgeois), You're not alone (Jef), Next (Au suivant), Carousel (La Valse à mille temps), If we only have love (Quand on n'a que l'amour; sur le CD 'Jacques Brel is alive and well and living in Paris', 2002; album original remasterisé, avec des extraits du spectacle homonyme du milieu des années 60 avec un titre inédit.

Gunther Emmerlich
- Mein Allerletztes Glas (Le Dernier Repas, 2005)

Sergio Endrigo
- Ti amo (Je t'aime, 1964)

Les Enfoirés
- Ne me quitte pas (sur le CD 'Le train des Enfoirés', 2005)

## F
Marianne Faithfull
- Ne me quitte pas (sur le CD 'Love in a mist', 1988, enregistrement 1965-1967)
- Port of Amsterdam (sur le CD 'Brel -Ces gens là', 2019)

Faudel
- Ne me quitte pas (sur le CD 'Aux suivants', 2003)

Núria Feliu
- El pla país (Le Plat Pays, en catalan)

Will Ferdy
- Laat me niet alleen (Ne me quitte pas)
- Vaarwel Emile (Le Moribond, 1965, single, également connu sous le nom de 'De stervende')
- Een wals van duizend tellen (La Valse à mille temps), Amsterdam, De stervende (Le Moribond), Madeleine, Men vergeet niets (On n'oublie rien), Zulke lui (Ces gens-là), Lied van de oude geliefden (La Chanson des vieux amants), Het vlakke land (Le Plat Pays), De aanstaande liefde (Le Prochain Amour), Ik weet niet eens (Je ne sais pas), Zeg, als het eens waar was (Dites, si c'était vrai), Een kind (Un enfant), De duivel (Le Diable), De pralinekes (Les Bonbons), Met alleen maar de liefde (Quand on n'a que l'amour), Ga niet weg van mij (Ne me quitte pas; sur l'album 'Will Ferdy zingt Jacques Brel')

Jorge Fernando
- La Chanson des vieux amants (sur le CD 'Velho fado', 2001)

Roberto Ferri
- Ne me quitte pas, Madeleine, Le Plat Pays, La Valse à mille temps (sur le CD 'Marinelle et le chat', 2001)

Marjol Flore
- Les Cœurs tendres (sur l'album 'Marjol Flore', 1973)
- Ich liebte ('J'aimais' sur l'album 'Ich leb', 1984)
- Les Prénoms de Paris, On n'oublie rien, Amsterdam (sur le CD 'Lieder & chansons', 1992)

Forrester
- If you go away (Ne me quitte pas; sur le CD 'Ne me quitte pas: Brel songs by...', 1998)

The Fortunes
- Seasons in the Sun ('Le Moribond' single, 1968)

French B
- Ces gens-là (sur le CD 'Brel Québec', 1993)

Kalle Freynik
- Bitte geh nicht fort (Ne me quitte pas, 1967, édité sur le CD-box 'Super Schlager Box 1963-1970', 1998)

Gavin Friday
- Next ('Au suivant' sur l'album 'Each man kills the thing he loves', 1989)
- Amsterdam

René Froger
- Liefde van later ('La Chanson des vieux amants' sur le CD 'Sweet hello's & sad goodbyes 2', 2002)

## G
Giorgio Gaber
- I borghesi (Les Bourgeois), Che bella gente (Ces gens-là), L'amico ('Jef' sur l'album 'I borghesi', 1971)

Rita di Ghent
- Ne me quitte pas (sur le CD 'The standards sessions 2', 2003)

Bobby Goldsboro
- If you go away (Ne me quitte pas; sur l'album 'Word pictures featuring autumn of my life', 1968)

Goodbye Mr. Mackenzie
- Amsterdam (sur le CD 'Good deeds and dirty rags', 1999)

Gorki
- De sluiswacht (L’éclusier; van de CD 'Puur Brel', 2003, extrait du programme 'Puur Brel' de la chaîne pour jeunes JimTV qui invita des artistes et groupes belges à retravailler des chansons de Brel à l'occasion du 25e anniversaire de sa mort).

Francis Goya & Damian Luca
- If you go away ('Ne me quitte pas' sur le CD 'The romantic guitar & magic panflute', 1988(?))

Juliette Gréco
- Ça va (Le Diable) (45 tours, 1954, il s'agit de la première reprise enregistrée sur disque)
- On n'oublie rien (45 tours, 1961)
- Vieille (45 tours, 1963), création
- Je suis bien (sur l'album La Femme, 1967), création
- La Chanson des vieux amants (sur l'album Face à face, 1971)
- J'arrive (sur l'album Face à face, 1971)
- L'Enfance (sur l'album Je vous attends, 1974)
- Voir un ami pleurer, J'arrive (sur l'album Gréco chante Jacques Brel, Henri Gougaud, Pierre Seghers, 1977)
- On n’oublie rien, Le Prochain amour, Voir un ami pleurer, Bruxelles, Je suis bien, La Chanson des vieux amants, J’arrive, Le Tango funèbre, Regarde bien petit, La Valse à mille temps, Ne me quitte pas (sur l'album Gréco 88 : Hommage à Brel, 1988)
- Mathilde (sur l'album Le Temps d'une chanson, 2006)

Katarzyna Groniec
- Jef (sur le CD 'Na żywo', 2008)
- Amsterdam (sur le CD 'Na żywo', 2008)

Edyta Górniak
- Nie opuszczaj mnie (Ne me quitte pas, sur l'album 'Dotyk', 1995)

Jacques Grillot
- Ça va (Le Diable), Le Dernier Repas, Les Paumés du petit matin, Amsterdam, Les Marquises, Mathilde, Fernand, Les Timides, Les Bigotes, La Fanette, Les Bourgeois, Le Diable, Le Tango funèbre, Le Moribond, La Chanson des vieux amants, Bruxelles, Jef, La Valse à mille temps, Les Vieux, Rosa, Madeleine (sur le CD 'Jacques chante Brel', 1997)

Raymond van het Groenewoud
- Dat slag volk ('Ces gens-là' sur le CD 'Neem je tijd', 1989)

Otto Groote Ensemble
- Amsterdam (sur le CD 'De anner Steerns an d' heven', 2009)

Petru Guelfucci
- Ma ti ne voli anda ('Ne me quitte pas' sur le CD 'Les plus belles chansons', 2001)

Daniel Guichard
- Ne me quitte pas (sur l'album 'La Tendresse', 1973)

Jean Guidoni
- Vesoul (sur le CD 'Hommage - Ils chantent Jacques Brel', 1998)

Rigmor Gustafsson
- If you go away ('Ne me quitte pas' sur le CD 'I will wait for you', 2003)

## H
Susanna Haavisto
- Ala vetää vaan (Ne me quitte pas), Seuraava (Au suivant), Syntymässä säikähtäneet (Les timides; sur l'album 'Laulusi elää, Brel I', 1984)
- Härät (Les Toros), Jef, Meikäläiset (Les Flamandes), Viimeinen valssi (La Valse à mille temps), Marieke (Sur l'album 'Laulusi elää, Brel II', 1986)

Johnny Hallyday
- Ne me quitte pas (album Johnny Hallyday au Zenith - 1984)
- La Quête  (album Flashback Tour : palais des sports 2006 - 2006 et La Cigale : 12-17 décembre 2006 - 2007)
- Quand on n'a que l'amour - 2012

Frans Halsema
- Madeleine (face B du single 'Ome Nelis heeft kleurentelevisie', 1967)
- Vrouwencafe (Amsterdam, 1980, parodie)

Ester Hana
- Ne me quitte pas, Amsterdam (sur le CD 'Passport', 2004)

Jon Harvison
- Le Moribond (sur le CD 'Ne me quitte pas: Brel songs by...', 1998)

Micheline van Hautem
- La Chanson des vieux amants (sur le CD 'Brel op 1', 1998, un enregistrement public d'un concert organisé par Radio 1 (Belgique) commémorant le 20e anniversaire de la mort de Jacques Brel)
- Een vriend zien huilen (Voir un ami pleurer; avec Frank Boeijen sur le DVD 'Live in Antwerpen', 2004)

Richard Hayman
- If you go away (Ne me quitte pas; sur le CD 'An evening in Paris', 2000)

Douwe Heeringa en Compagnie
- Mathilde, It flakke lân (Le Plat Pays), Leafste bliuw by my (Ne me quitte pas), Mei de leafde yn it liif (Quand on n'a que l'amour), Utering (Litanies pour un retour), It gas (Le Gaz), In eilan (Une ile), Ik bin in simmerjun (Je suis un soir d'été), Berber (Isabelle), De dwazen fan e lette nacht (Les Paumés du petit matin), Ien foar d'oar (Les Amants de cœur), Fanette (La Fanette), Fertwiveling (Les Désespérés), In sliepende sted (La ville s'endormait), Clara, In freon dy't gult is oars (Voir un ami pleurer; sur le CD 'Brel in Fries', 1990)

Harma Heikki
- Amsterdam (Sur le CD 'Yhtenä iltana', 1990)

Rie Helmig
- Laat me niet alleen (Ne me quitte pas)

Michael Heltau
- Joe (Jacky), Der Gasmann (Le Gaz), Das Lied von der alten Liebe (La Chanson des vieux amants), Wie ein Schaf (Les Bergers), Na, der Franz is net tot (Fernand), Das Bier (La Bière), Amsterdam, Auch ich war einst ein Kind (Mon enfance), Die Bonbonnière (Les Bonbons), Die chancenlos sind (Les Déséspérés); (sur l'album 'Heltau singt Brel', 1975)
- Joe (Jacky), Der Gasmann (Le Gaz), Amsterdam, Kennen Sie den? (Le Cheval), Die Alten (Les Vieux), Wien (Vesoul), Das Allerletzte Glas (Le Dernier Repas), Leute dieser Art (Ces gens-là), Karussell (La Valse à mille temps), Franz (Jef); (sur l'album 'Michael Heltau Live'., 1976)
- Sie ist wieder da (Mathilde), Ich bin (J'arrive); (sur l'album 'Ich Bin', 1980)
- Tango funèbre, Franz (Fernand), Marieke, Joe (La Chanson de Jacky), Amsterdam, Der Gasmann (Le Gaz), Das Lied von der alten Liebe (La Chanson des vieux amants), Die Bonbonnière (Les Bonbons), Das Bier (La Bière), Auch ich war einst ein Kind (Mon enfance), Die chancenlos sind (Les Désespérés), Der Alte sagt (Mon père disait), Karussell (La Valse à mille temps), Jojo, Madame, Schön, Der Nächste (Au suivant), Der Besen, Die Alten (Les Vieux), Das allerletzte Glas (Le Dernier Repas), Wien (Vesoul); (sur le CD 'Best of Brel', 2005)

André van den Heuvel
- Het bier (La Bière; sur l'album 'Zwart-wit')
- Jef, De dood (La Mort), Madeleine, Het standbeeld (La statue; sur l'album 'Hommage aan Jacques Brel', 1974)

Ivan Heylen
- Jef (single, 1982)

Al Hirt
- If you go away (Ne me quitte pas; sur le CD 'Greatest hits', 2000)

Klaus Hoffmann
- Adieu Emile (Le Moribond; sur l'album 'Klaus Hoffmann', 1975)
- Geh nicht fort von mir (Ne me quitte pas; sur l'album 'Was bleibt?', 1976)
- Mein Flanderland (Le Plat Pays), So sind hier die Leute (Ces gens-là; sur l'album 'Ich will Gesang, will Spiel und Tanz', 1977)
- Allein (Seul; sur l'album 'Ciao Bella', 1983)
- Bitte geh nicht fort (Ne me quitte pas), Amsterdam, Jacky, Jef, Marieke, Rosa, Mathilde, Der Walzer der tausend Takte (La Valse à mille temps), Bei diesen Leuten, (Ces gens-là), Knokke le Zoute, Die Stadtmauer von Warschau (Les Remparts de Varsovie), Der Saufer (L'Ivrogne), Die ohne Hoffnung sind (Les Désespérés), Wenn uns nur Liebe bleibt (Quand on n'a que l'amour), Die Alten (Les Vieux), Das Lied der alten Liebenden (La Chanson des vieux amants) ; sur le CD 'Klaus Hoffmann singt Brel', 1997)
- Der Kammerton, Die Vornamen von Paris (Les Prénoms de Paris), Rosa, Bei diesen Leuten (Ces gens-là), Marieke, Die Marquesas (Les Marquises), Mathilde, Der Säufer (L'Ivrogne), Der unmögliche Traum-Elegie, Die Alten (Les Vieux), Der unmögliche Traum-Elegie, Knokke-le-Zoute Tango, Amsterdam, Madeleine, Walzer der 1000 Takte (La Valse à mille temps), Die Stadtmauern von Warschau (Les Remparts de Varsovie), Der Kammerton, Miche-Elegie, Das Lied der alten Liebenden (La Chanson des vieux amants), Der unmögliche Traum-Elegie, Die ohne Hoffnung sind (Les Désespérés), Der unmögliche Traum-Elegie 2, Totentango (Le Tango funèbre), Der unmögliche Traum, Kampfthema, Der unmögliche Traum, Der Kammerton, Flämischer Bauerntanz (Les Flamandes), Marquesas-Elegie (Les Marquises), Jacky, Wenn uns nur Liebe bleibt (Quand on n'a que l'amour), Wenn uns nur Liebe bleibt - Reprise, Der unmögliche Traum-Elegie (Sur le CD 'Brel - Die letzte Vorstellung', 1997; live)

Johan Hoogeboom
- De nuttelozen van de nacht (Les Paumés du petit matin, durant le concert 'Ode aan Jacques Brel', Amsterdam 16 mars 2003)

Shirley Horn
- If you go away (Ne me quitte pas; sur le CD 'May the music never end', 2003)

Dominique Horwitz
- Les Paumés du petit matin, Amsterdam, La Valse à mille temps, La Chanson de Jacky, Les Bonbons, La Chanson des vieux amants, Mathilde, Orly, Les Bourgeois, Ne me quitte pas, Le Moribond, Les Flamandes, La Fanette, Knocke Le Zoute-tango, Jef, Bruxelles, La Statue, Madeleine, Les Singes (Sur le CD 'Singt Jacques Brel', 2000)

Karin Hougaard
- If you go away (Ne me quitte pas), Seasons in the Sun (Le Moribond), Marieke, Liefde van later (La Chanson des vieux amants), My open land (Le Plat Pays), Vriend sien huil (Voir un ami pleurer), If we only have love (Quand on n'a que l'amour ; sur le CD 'Metamorph 1999', 1999)

Engelbert Humperdinck
- If we only have love, (Quand on n'a que l'amour ; sur le CD 'Live in concert/all of me', 1991 ; partie d'un pot-pourri)

Sophie Hunger
- Ne me quitte pas (album The Danger of Light, version Deluxe, 2012)

## I
I Muvrini
- Amsterdam (sur l'album 'A Strada', 2000)

 Indochine
- Seasons in the Sun

## J
Terry Jacks
- Seasons in the Sun (Le Moribond, 1974; single; traduit en anglais par Rod McKuen)
- If you go away (Ne me quitte pas, 1974)

Alfred Janson
- Ne me quitte pas (sur le CD 'Spor.Sørland Selvportrett', 2002)

Jocelyne Jocya
- Ne me quitte pas (sur le CD 'French feelings: Jocelyne Jocya in the U.S.A., 2003)

Robb Johnson
- Le Bon Dieu, Les Bonbons (sur le CD 'Ne me quitte pas: Brel songs by...', 1998)

Michel Jonasz
- Fernand, La Chanson des vieux amants (CD 'Chanson française', 2007)

Byron Jones
- Fanette (La Fanette), Ne me quitte pas, Amsterdam, If we only have love (Quand on n'a que l'amour ; sur le CD 'What have you done to my heart', 2004)

Jack Jones
- If you go away (Ne me quitte pas; sur le CD 'Best of Jack Jones', 1997)

Tom Jones
- If you go away (Ne me quitte pas ; sur l'album 'Help yourself', 1968)

Jasperina de Jong
- De oudjes (Les Vieux; op het album 'Een tien voor Jasperien!', 1969)

Freek de Jonge
- Wie volgt? ('Au suivant' sur le CD 'De volgende', 1991)
- Lied van de oude geliefden (La Chanson des vieux amants), Nuttelozen van de nacht ('Les Paumés du petit matin' sur le CD 'Parlando', 2003)

Filip Jordens
- La Valse à mille temps, La Fanette (Van de CD 'Brel op 1', 1998, un enregistrement public d'un concert organisé par Radio 1 (Belgique) commémorant le 20e anniversaire de la mort de Jacques Brel).

Juanares
- No me dejes ('Ne me quitte pas' sur le CD 'Chanson Flamenca', 2005)

Barb Jungr
- Ne me quitte pas, Les Marquises, Marieke, La Chanson des vieux amants (sur le CD 'Chanson: The space in between', 2001)

## K
Patricia Kaas
- If you go away (Ne me quitte pas ; sur le CD 'Piano bar', 2002)
- Quand on n'a que l'amour (sur le DVD et CD 'Toute la musique...', 2005)

Kent
- Fils de... (sur le CD 'Aux suivants', 2003)
- Avec élégance (Le Temps des âmes 2013)
- Bruxelles (Brel chanté par... 2015)

The King's Singers
- La Valse à mille temps (sur le CD 'Chanson d'amour', 1993, a cappella)

Hildegard Knef
- Mein flaches Land (Le Plat Pays), Amsterdam (sur l'album 'Überall blühen Rosen', 1978)

Steve Knightley
- My death ('La Mort' sur le CD 'Ne me quitte pas: Brel songs by...', 1998)

Josee Koning
- Liefde van later ('La Chanson des vieux amants' sur le CD 'Verdonken vlinder - Josee Koning zingt Lennaert Nijgh', 2005)

Wim Koopmans
- If you go away ('Ne me quitte pas' sur le CD 'I'm a singer', 1994)

Rolinha Kross
- Amsterdam (version yiddisch, durant le concert 'Ode aan Jacques Brel', Amsterdam 16 mars 2003)

## L
Laïs
- Grand Jacques (sur le CD 'Brel op 1', 1998, un enregistrement public d'un concert organisé par Radio 1 (Belgique) commémorant le 20e anniversaire de la mort de Jacques Brel).

- Marieke (sur le CD 'Douce Victime', 2004)

Serge Lama
- J'arrive, Le Prochain Amour, Ne me quitte pas, Les Bourgeois, Dors ma mie, On n'oublie rien, Il pleut, La Fanette, L'homme dans la cité, Les Biches, Le Plat Pays (sur l'album 'Lama chante Brel', 1979)

Fernando Lameirinhas
- Le Plat Pays (sur le CD 'Fadeando', 1999)

Simone Langlois
- Simone Langlois chante Jacques Brel (Il nous faut regarder, Sur la place, en duo avec Jacques Brel, Heureux, Je ne sais pas) (1958)
- Ne me quitte pas (1959)

Maurice Larcange
- Ne me quitte pas (sur le CD 'Paris for lovers/Avec moi à Paris', 2005; instrumental)

James Last
- Seasons in the Sun ('Le Moribond' sur le CD 'Liebe ist...', 1989)
- If you go away (Ne me quitte pas ; sur le CD 'Paris mon amour', 1990)

Cyndi Lauper
- If you go away (Ne me quitte pas ; sur le CD 'At last', 2003)

Olivier Laurent
- Ne me quitte pas, La Chanson des vieux amants, Quand on n'a que l'amour, Les Bonbons, L'Amour est mort, La Chanson de Jacky, Au suivant, Jef, Le Plat Pays, Mon père disait, Amsterdam, Ces gens-là (sur le CD 'Ces gens-là', 2003)

Bruno Lauzi
- Le bigotte (Les Bigotes; sur l'album 'Bruno Lauzi', 1970)
- Un bambino (Un enfant), I bonbons (Les Bonbons; su l'album 'Il teatro di Bruno Lauzi', 1972)

Jean Sébastien Lavoie
- La Quête (sur le CD 'Je me souviendrai', 2004)

Vicky Leandros
- Pes mou pos bories ('Ne me quitte pas' sur l'album 'Pes mou pos bories', 1971)
- Ne me quitte pas (sur l'album 'Je suis comme je suis', 1971)

Brenda Lee
- If you go away (Ne me quitte pas ; sur l'album 'Johnny one time', 1969)

Paul de Leeuw
- Dat soort volk ('Ces gens-là' sur le CD 'Plugged', 1993)
- Een slapende stad ('La ville s'endormait' sur le CD 'Stille liedjes', 2000)

Maxime Le Forestier
- La Chanson des vieux amants (sur le CD 'Bataclan 1989', 1989)

Sylvie Legault
- Quand on n'a que l'amour (sur le CD 'Brel Québec', 1993)

Jo Lemaire
- La Quête (sur le CD 'Brel op 1', 1998, un enregistrement public d'un concert organisé par Radio 1 (Belgique) commémorant le 20e anniversaire de la mort de Jacques Brel)

Grégory Lemarchal
- Quand on n'a que l'amour (sur le CD 'Rêves', 2009)

Lemon (chanteur)
- La Chanson des vieux amants (sur le CD 'Puur Brel', 2003, extrait du programme 'Puur Brel' de la chaine pour jeunes JimTV  qui invita des artistes et groupes belges à retravailler des chansons de Brel à l'occasion du 25e anniversaire de sa mort).

Ute Lemper
- Ne me quitte pas, Amsterdam (sur le CD 'But one day', 2003).

Jan Leyers
- Le Dernier Repas (sur le CD 'Puur Brel', 2003, extrait du programme 'Puur Brel' de la chaine pour jeunes JimTV qui invita des artistes et groupes belges à retravailler des chansons de Brel à l'occasion du 25e anniversaire de sa mort).

Frank Vander linden
- J'arrive (Van de CD 'Brel op 1', 1998, un enregistrement public d'un concert organisé par Radio 1 (Belgique) commémorant le 20e anniversaire de la mort de Jacques Brel).

Liesbeth List
- Amsterdam (chanson), Litanie bij een terugkeer (Litanies pour un retour), Mijn vlakke land (Le Plat Pays), De oudjes (Les Vieux), Dat soort volk (Ces gens-là), Alleen (Seul), Verlegen Frieda (Les Timides), De radelozen (Les Désespérés), Mijn vader zei (Mon père disait), Laat me niet alleen (Ne me quitte pas), Brussel (Bruxelles ; sur l'album 'Liesbeth List zingt Jacques Brel', 1969)
- Bitte, geh' nicht fort (Ne me quitte pas), Brüssel (Bruxelles), Mein flaches Land (Le Plat Pays ; sur l'album 'Liesbeth List', 1970)
- De merrie (Le Cheval), Ik ben een zomernacht (Je suis un soir d'été), Rosa, De drinker (L'Ivrogne), Ne me quitte pas, Oma (Grandmère), Le Plat Pays, I'm not afraid (Fils de...), Kijk nog eens goed m’n kind (Regarde bien, petit), La Chanson des vieux amants, De stier (Les Toros), Een vriend zien huilen ('Voir un ami pleurer' sur le CD 'Liesbeth List zingt Jacques Brel 2', 2003; édité en même temps que l'album susdit, contient également des enregistrements radio inédits).

Dani Litani
- Benamal Amsterdam

Louise Attaque
- Vesoul (sur le DVD 'Y a-t-il quelqu'un ici?')

Ludwig von 88
- Version très personnelle de Ne me quitte pas sur l'album 17 plombs pour péter les tubes en 1994

Vera Lynn
- If we only have love (Quand on n'a que l'amour ; sur le CD 'The unforgettable Vera Lynn, 1989)

Kay Lyra
- Ne me quitte pas (sur le CD 'Influencia do jazz', 2004)

## M
Eileen Mager
- Ne me quitte pas (sur le l'album 'Classic French songs', 2001)

Petra Magoni (accompagnée de Ferruccio Spinetti)
- Non Andare Via (verstion italienne de Ne me quitte pas), album Musica nuda vol 2 (2006)

Mama's Jasje
- Vlakke land (Le Plat Pays; sur l'album 'Hommages II', 1998)

Manic Movement
- Amsterdam (Sur l'album Thousand Sufferings, novembre 1999)

Barry Manilow
- If we only have love (Quand on n'a que l'amour, sur le CD 'Showstoppers', 1992)

Vera Mann
- CD 'In de schaduw van Brel' (2004)

Rick Margitza
- La Chanson des vieux amants (sur le CD 'Conversations', 1999)

Les Marins d'Iroise
- Amsterdam (Sur le CD Les Marins d'Iroise, 2011)

Lena Martell
- If We Only Have Love ('Quand on n'a que l'amour' sur le CD 'One day at a time: an anthology of song', 2003)

Fabien Martin
- Vesoul (en concert)

Nicole Martin
- Ne me quitte pas (sur le CD 'L’amour avec toi', 1984)
- Quand on n'a que l'amour (sur l'album 'Laisse-moi partir', 1979)

Mireille Mathieu
- Ne me quitte pas (sur le CD 'Les plus grands succès, vol.3')

Gisela May
- Brüssel (Bruxelles, Die Stiere (Les Toros), Lied von den alten Liebenden (La Chanson des vieux amants), Karusell (La Valse à mille temps), Begräbnistango (Le Tango funèbre), Die Hirten (Les Bergers), Mathilde, Du bist dran (Au suivant), Fanette, Die Schüchternen, Die beste Freundin, Die Chancenlosen, Der Teufel (Le Diable (ça va)), Amsterdam (sur le CD 'Lieder von Jacques Brel', 1998)

Rod McKuen
- Come, Jef (Jef), If you go away (Ne me quitte pas), The lovers, Far west, Zangra, Songs without words (Chanson sans paroles), Port of Amsterdam (Amsterdam), I'm not afraid (Fils de...), To you, The statue (La Statue), The women (Les Biches), Les Bourgeois, Les Amants de cœur, Season in the sun ('Le Moribond' sur le CD 'Sings Jacques Brel', 1992)

Rob van de Meeberg
- CD 'In de schaduw van Brel' (2004)

Me First and the Gimme Gimmes
- Seasons in the Sun ('Le Moribond' sur le CD 'Have a ball', 1997)

Tom Mega
- Les Vieux, Grand Jacques (sur le CD 'Brel', 1992)

Marieann Meringolo
- If we only have love ('Quand on n'a que l'amour' sur le CD 'Imagine... if we only have love', 2003)

Jan Mesdag
- Havenstad (Amsterdam), De radelozen (Les Désespérés), Kinderen van (Fils de...), Ik weet niet waarom (Je ne sais pas), De stad viel in slaap (La ville s'endormait), Voor wat tedere gebaren (La Tendresse), Schiphol (Orly), Laat me niet alleen (Ne me quitte pas), Het huilen van een vriend (Voir un ami pleurer), Alleen (Seul), De prille liefde (Le Prochain Amour), Als er liefde bestaat (Quand on n'a que l'amour), Ik kom er aan (J'arrive), En opeens straalt het licht (La Lumière jaillira) sur l'album 'Zingt Brel', 1988)

Metropole Orkest
- La Chanson des vieux amants (sur le CD 'Verzameld werk', 2003, une sélection des morceaux de Rogier van Otterloo)

Mich en Scène
- J'arrive, La Chanson des vieux amants, Pardons, Marieke, Mathilde, Au suivant, Les Vieux, Ne me quitte pas, Le Diable (ça va), Mijn vlakke land (Le Plat Pays), Bruxelles, Voir un ami pleurer, Les Marquises, Le Moribond, La Valse à mille temps (sur l'album 'Songs of Jacques Brel', 2003)
- De Markiezen (Les Marquises), Mathilde, Laat me niet alleen (Ne me quitte pas), De duivel (Le Diable, ça va), Amsterdam (de CD bonus, 2004, source voir Jacques Brel)

Milva
- Ne me quitte pas, Quand on n'a que l'amour (sur le CD 'La chanson française', 2001)

Jean-Louis Millette
- La Chanson des vieux amants (sur le CD 'Brel Québec', 1993)

Phil Minton
- Song for old lovers (La Chanson des vieux amants), Who's next? ('Au suivant' sur le CD 'Brel', 1992)

Momus
- Nicky (La Chanson de Jacky), Don't leave (Ne me quitte pas), See a friend in tears (Voir un ami pleurer; sur un LP, 1986)

Moondog Jr.
- Jackie (sur le CD 'Every day I wear a greasy feather on my hat', 1995)

Matt Monro
- No me dejes ('Ne me quitte pas' sur le CD 'Matt Monro en Espanol', 1995?)

Anton Montagne & Guus Westdorp
- Amsterdam, Kinderen van... (Fils de...), Il y a, Madeleine, Le Prochain Amour, J'en appelle, Bruxelles, Mijn vlakke land (Le Plat Pays), Mathilde, La Chanson des vieux amants (sur le CD 'Door elkaar', 1997)

Des de Moor
- Marieke (sur le CD 'Ne me quitte pas: Brel songs by...', 1998)
- L'Ivrogne (sur le CD 'Photographs in empty houses', 1999; édité précédemment (1992) sur cassette)

Éric Morena 
- La Quête (sur le CD 'Oh mon bateau', 2005)

Mountain Men
- Les Marquises (sur le CD Spring time coming)

Nana Mouskouri
- If you go away (Ne me quitte pas), Seasons in the Sun (Le Moribond ; sur l'album 'Nana's Book of Songs', 1974)
- Le Plat Pays, Ne me quitte pas (sur le CD 'Hommages', 1997)

Alison Moyet
- Ne me quitte pas (sur le CD 'The essential', 2003)
- La Chanson des vieux amants (sur le CD 'Voice', 2004)

Musica nuda
- Non Andare via ('Ne me quitte pas') sur le CD Musica Nuda: Live à FIP, 2007
- La Canzone dei Vecchi Amanti ('La Chanson des vieux amants') sur le CD 55/21, 2008

## N
Nard Reijnders Consort
- Jacques Brel Suite (Bruxelles, Le Moribond, Ces gens-là, Les Flamandes, Amsterdam, Ne me quitte pas, Quand on n'a que l'amour, Marieke, durant le concert 'Ode aan Jacques Brel', Amsterdam 16 mars 2003)

Sandy Newman
- Voir un ami pleurer (sur le CD 'Ne me quitte pas: Brel songs by...', 1998)

Benny Neyman
- Marjan ('Les Remparts de Varsovie' sur l'album 'Samen zijn we rijk', 1978)
- Wij zitten goed voor de T.V. (Voir un ami pleurer; sur l'album 'Samen zijn we rijk', 1978)

Olivia Newton-John
- If we only have love (Quand on n'a que l'amour ; sur l'album 'Olivia', 1972)

Judy Niemack
- La Chanson des vieux amants (sur le CD 'Night and the music', 1997)

Astrid Nijgh & Jan Rot
- Wordt 't ja - wordt 't nee ('Le Moribond' sur l'album 'Nachtlied', 2005)

Willem Nijholt
- Jackie (sur l'album 'Van Elsschot tot Nijgh', 1971)

Rob de Nijs
- Lied van de oudere minnaars ('La Chanson des vieux amants' sur l'album 'Tussen zomer en winter', 1977)
- Laat me niet alleen ('Ne me quitte pas' sur l'album 'Roman', 1983)
- De nuttelozen van de nacht ('Les Paumés du petit matin' sur le CD 'De reiziger', 1989)

Nirvana
- Seasons in the Sun ('Le Moribond', 1993, sur le coffret de CD/DVD 'With the lights out', 2004)

Noir Désir
- Ces gens-là (sur le CD 'Aux suivants', 2003)

Claude Nougaro
- Mathilde album Récréation 1974

## O
Orchestre symphonique de RTL
- Amsterdam, Bruxelles, Quand on n'a que l'amour, Le Moribond, Mathilde, Les Flamandes, Je ne sais pas, La Valse à mille temps, Ne me quitte pas (sur le CD 'Brel - Le Monde symphonique de Jacques Brel', 1992)

Oxmo Puccino
- Ces gens-là (sur la compilation L'Hip-hopée)

## P
Florent Pagny
- La Chanson de Jacky, Orly, Ne me quitte pas, Mathilde, La Fanette, La Chanson des vieux amants, Au suivant, À mon dernier repas, Les Bourgeois, Vesoul, Ces gens-là; (sur le CD 'Chante Brel', 2007)
- Vesoul (sur le CD 'Ma liberté de chanter - Live acoustic', 2012)

Vasílis Papakonstantínou
- To limani tou Amsterdam (Amsterdam)

Parabellum
- Ilot Amsterdam (version alternative de Amsterdam)

Saara Pakkasvirta
- Amsterdam, Epätoivoiset (Les Désespérés), Porvarit ('Les Bourgeois' sur l'album 'Laulusi elää, Brel I', 1984)
- Rakastin (J'aimais); (sur l'album 'Laulusi elää, Brel II', 1986)

Gino Paoli
- Non andare via (Ne me quitte pas, 1962)

Paparazzi
- Ne me quitte pas (sur le CD 'Brel Québec', 1993)

Paper Chase
- My death (La Mort) (sur le CD 'What big teeth you have', 2004)

Giannis Parios
- Μη μ' αφήνεις μη (Ne me quitte pas)

Bruce Parker
- Ne me quitte pas (sur le CD 'Piano : 100 mélodies inoubliables', 2003)

Doug Parkinson
- Ne me quitte pas (sur le CD 'Somewhere after midnight', 2005)

Jean-Claude Pascal
- Bitte geh' nicht fort (sur l'album 'Bitte geh' nicht fort')
- On n'oublie rien (sur l'album 'Jean Claude Pascal', 1960)

Guesch Patti
- Quand on n'a que l'amour (sur le CD 'Hommage - Ils chantent Jacques Brel', 1998)

Freda Payne
- If you go away (Ne me quitte pas) (sur l'album 'Reaching out', 1973)

Pearls Before Swine
- Seasons in the Sun (Ne me quitte pas) (sur l'album 'City of gold', 1971)

Bart Peeters
- Laat me niet alleen (Ne me quitte pas) (sur le CD 'Het plaatje van Bart Peeters', 2004)

Anne Peko
- Ne me quitte pas, Sur la place, Il neige sur Liège, Amsterdam, Orly, Les Bonbons, J'arrive, La Quête; (sur le CD 'D'Amsterdam à Göttingen...', 2004)

Henry Pelissier
- Ne me quitte pas, Quand on n'a que l'amour; (sur le CD 'Les plus belles chansons...disc 1', 1992)

Nicole Perrier
- Une île (sur l'album éponyme 'Nicole Perrier', 1966)

Nicolas Peyrac
- Jacky (sur le CD 'Hommage - Ils chantent Jacques Brel', 1998)

The Pierre Hurel Trio
- Ne me quitte pas (sur le CD 'My life is like a French movie', 2001)

Sian Phillips
- If you go away (Ne me quitte pas) (sur le CD 'And so it goes', 2003)

Vadim Piankov
- Amsterdam, La Cathédrale, L'Ivrogne, Fernand, La Foire, Pourquoi faut-il que les hommes s’ennuyent?, Ne me quitte pas, Mon père disait, Madeleine, Bruxelles, Quand on n'a que l'amour, Le Plat Pays, Sur la place, Il neige sur Liège, Les Vieux, Orly, La Quête, ('L'Homme de la Mancha), Jojo; (sur le CD 'Chante Jacques Brel', 1998)
- Le Plat Pays, Jef, Ne me quitte pas, L'Ivrogne, Les Vieux, Les Fenêtres, Mon père disait, L'Enfance, Marieke, Fernand, La Quête, Orly, Amsterdam; (sur le CD 'Brel...Barbara', 2001)

Magda Piskorczyk
- Hearts (Les Cœurs tendres) (extrait du CD 'Magda Live', 2008)

Les Pois Z’ont Rouges
- Les Bonbons (sur le CD 'Brel Québec', 1993)

Polo
- La Fanette (sur le CD 'Aux suivants', 2003)

Ronnie Potsdammer
- Een vrouw of een hond (Les Filles et les Chiens)

Praga Khan
- Le port d'Amsterdam (sur le CD extrait du programme 'Puur Brel' ,2003, de la chaine pour jeunes JimTV qui invita des artistes et groupes belges à retravailler des chansons de Brel à l'occasion du 25e anniversaire de sa mort.

Patty Pravo
- Non andare via (Ne me quitte pas) (sur l'album 'Bravo Pravo', 1971)
- Canzone degli amanti (La Chanson des vieux amants) (sur l'album 'Di vero in fondo', 1971)

Duilio Del Prete
- Non lasciarmi solo (Ne me quitte pas), Marieke, Amsterdam, Quelli là (Ces gens-là), La canzone di Jacky (La Chanson de Jacky), La bassa landa (Le Plat Pays), Mio padre diceva (Mon père disait), La mia infanzia (Mon enfance), I borghesi (Les Bourgeois), Maddalena (Madeleine), Il leone (Le Lion), I bastioni di Varsavia (Les Remparts de Varsovie), La Fanette, La canzone dei vecchi amanti (La Chanson des vieux amants), I vecchi (Les Vieux), Non lasciarmi solo (Ripresa; Ne me quitte pas) / La canzone dei vecchi amanti (Ripresa), Dulcinea, Guarda bene, figliolo (Regarde bien, petit), Avanti un altro (Au suivant)/La colomba (La Colombe), Zangra, Jaurès, I borghesi (Ripresa), Knokke-le-Zoute, A tutto valzer (La Valse à mille temps), Orly, Vedere piangere un amico (Voir un ami pleurer) /Jef /Jojo, La città s'addormiva (La ville s'endormait), Stasera sono estate (Je suis un soir d'été), Amsterdam, Il moribondo (Le Moribond), Arrivo (J'arrive) / Invecchiare / L'ultima cena (Le Dernier Repas), Les Marquises, La meta (La Quête); (sur le CD 'Duilio Del Prete canta Brel', 2002)

## R
Laurika Rauch
- Moenie weggaan nie (Ne me quitte pas), I loved (J' aimais), You don't forget (On n'oublie rien), The old folks (Les Vieux), Tenderness (La Tendresse), My childhood (Mon enfance), Sons of… (Fils de...), The early morning hangers on (Les Paumés du petit matin), Song of the old lovers (La Chanson des vieux amants), My open land (Le Plat Pays), Little hypocrites (Les Bigotes), If we only have love (Quand on n'a que l'amour), Marieke (sur le CD 'The Brel album', 1997)

Jarkko Rantanen
- Lapset (Fils de...), Koiranelämää (Les Filles et les chiens), Yksin (Seul), sur l'album 'Laulusi elää, Brel I', 1984)
- Kuolema, Mathilde (sur l'album 'Laulusi elää, Brel II', 1986)

Serge Reggiani
- Les Bourgeois (sur le CD 'Hommage - Ils chantent Jacques Brel', 1998)

Tine Reymer
- Les Flamandes, Fernand (sur le CD 'Brel op 1', 1998, un enregistrement public d'un concert organisé par Radio 1 (Belgique) commémorant le 20e anniversaire de la mort de Jacques Brel).

Catherine Ribeiro
- Ne me quitte pas (sur le CD 'L'amour aux nus', 1992)

Patrick Riguelle
- Regarde bien petit, Les Marquises (sur le CD 'Brel op 1', 1998, un enregistrement public d'un concert organisé par Radio 1 (Belgique) commémorant le 20e anniversaire de la mort de Jacques Brel).

Markku Riikonen
- Jacky, Hautajaistango (Tango funèbre), Vanhan pojan bourree (La Bourrée du célibataire) (sur l'album 'Laulusi elää, Brel I', 1984)
- Fanette, Sanaton laulu ('Chanson sans paroles' sur l'album 'Laulusi elää, Brel II', 1986)

Susana Rinaldi
- La Chanson des vieux amants (sur le CD 'La voz del tango', 2004)

Alma Ritano
- No me dejes no (Ne me quitte pas; sur le CD 'Alma del amor', 1993)

Michel Rivard
- Madeleine; sur le CD Maudit bonheur, 1998)

Robert
- La Chanson des vieux amants (sur le CD 'Sine', 2001)

Tom Robinson
- Yuppie scum (Les Bourgeois van de CD 'Ne me quitte pas: Brel songs by...', 1998)

Philippe Robrecht
- Mijn vader zei (Mon père disait)

Bruno Robun
- Amsterdam, Madeleine, Le Plat Pays, Les Bourgeois, La Chanson des vieux amants, Mathilde, Jaurès, Les Bonbons, Les Bigotes... (sur scène et sur France 3 Normandie)

Jimmie Rodgers
- The lovers

Dave Van Ronk
- Port Of Amsterdam (Amsterdam ; sur l'album 'Van Ronk', 1971)

Laurens van Rooyen
- La Chanson des vieux amants (sur l'album 'Rêverie', 1980)

Maarten van Roozendaal
- Een vrouw of een hond (Les Filles et les Chiens, durant le concert 'Ode aan Jacques Brel', Amsterdam 16 mars 2003)

Stig Rossen
- If we only have love ('Quand on n'a que l'amour' sur le CD 'Live in concert', 1994)

Leon Rosselon
- Jaurès (sur le CD 'Ne me quitte pas: Brel songs by...', 1998)

Gildor Roy
- Comment tuer l’amant d’sa femme(sur le CD 'Brel Québec', 1993)

Annie Royer
- La Valse à mille temps (sur le CD 'C'est si bon', 2000)

## S
Harry Sacksioni
- La Chanson des vieux amants (sur le CD 'Oorsprong', 1998)

Sandler & Young
- If you go awau (Ne me quitte pas; sur le CD 'Great gentlemen of song', 1998)

Scala
- Voir un ami pleurer (sur le CD 'Puur Brel', 2003, extrait du programme 'Puur Brel' de la chaine pour jeunes JimTV qui invita des artistes et groupes belges à retravailler des chansons de Brel à l'occasion du 25e anniversaire de sa mort.

Jokke Schreurs Trio
- Ne me quitte pas (sur le CD 'Muziek van voor den oorlog', 2002)

Georges Schmitt
- Ne me quitte pas (sur le CD 'Pan flute', 1996, instrumental)

The Seekers
- If you go away (Ne me quitte pas sur l'album 'Seen in green', 1967)

Jean-Claude Seferian
- La Chanson des vieux amants, Madeleine (sur le CD 'L'homme qui te ressemble', 1993)
- Le Plat Pays, Les Prénoms de Paris, Mon enfance, Mathilde, Quand on n'a que l'amour, Ne me quitte pas, Amsterdam, Bruxelles, Jef, L'Ivrogne, La Quête, La Valse à mille temps, Les Marquises, Askoy Blues (sur le CD 'Ne me quitte pas - Jean-Claude Seferian chante Brel', 1998)

The Sensational Alex Harvey Band
- Next ('Au suivant' sur l'album 'Next', 1973)

Ramses Shaffy
- Mathilde (années 60)

Sandie Shaw
- Ne me quitte pas (sur le CD 'There's always something there...', 1990)

Noar Shulayim
- (Benamal) Amsterdam

Shusha
- Marieke (sus le CD 'This is the day', 2001)

Nina Simone
- Ne me quitte pas (sur l'album 'I put a spell on you', 1965)
- The desperate ones (Les Désespérés; sur l'album 'Nina Simone and piano!', 1969)

Frank Sinatra
- If you go away (Ne me quitte pas) - sur l'album 'My Way', 1967
- I'm not afraid (Fils de...) - sur l'album 'Frank Sinatra's greatest hits Vol. 2', 1970

Eddie Skoller
- If you go away(Ne me quitte pas), Zambra (....?; sur l'album 'What did you learn in school today', 1980)
- Mathilde, Bon Bons (Les Bonbons; surl'album 'Eddie Skoller & Hans 6-strengs én mands band', 1982)

Ernst-Daniel Smid
- Liefde van later ('La Chanson des vieux amants' sur le CD 'Gevoel van geluk', 2003)

Wende Snijders - voir Wende
Regina Spektor
- Ne me quitte pas (sur le CD 'Songs', 2002)

Spell
- Seasons in the Sun (Le Moribond; sur le CD 'Seasons in the Sun', 1993)

Frédérique Spigt
- Voir un ami pleurer (dans une émission de télévision néerlandaise 'De Plantage' le 4 octobre 1998)

Spiritual Brothers
- Ne me quitte pas (sur le CD 'Spiritual Brothers', 2003)

Dusty Springfield
- If you go away (Ne me quitte pas; sur l'album 'The Look of love' , 1967)

Thérèse Steinmetz
- Adieu papa (Le Moribond, 1976; sur l'album 'Thérèse', 1976)

Starflam
- Ce plat pays II (sur le CD 'Puur Brel', 2003, version rap, extrait du programme 'Puur Brel' de la chaine pour jeunes JimTV qui invita des artistes et groupes belges à retravailler des chansons de Brel à l'occasion du 25e anniversaire de sa mort.

Berdien Stenberg
- Ne me quitte pas; Bruxelles; Rosa (sur le CD 'Het beste uit de...top 100 (3)', 1995; une compilation de 3 morceaux de Brel)

Stéphane & Didier
- Bruxelles; La Fanette; Ne me quitte pas; Le Plat Pays; Amsterdam; Madeleine; La Chanson des vieux amants; Les Bonbons (CD 'Nos chansons préférées, 2005)

Sting
- Ne me quitte pas (sur le CD 'Shape of my heart', 1993)

Barbra Streisand
- If you go away / Ne me quitte pas (album Love Is the Answer, version orchestre (+ version quartet sur CD2 de l'édition deluxe, 2009)

Camille O'Sullivan
- Vesoul, Song for old lovers (La Chanson des vieux amants), Next (Au suivant), My death (La Mort), Voir un ami pleurer, Sons of (Fils de...), Amsterdam, Ne me quitte pas, Middle class (Les Bourgeois), Old folks (Les Vieux), Marieke, Le Moribond, We must look (Il nous faut regarder), Jackie, If we only have love ('Quand on n'a que l'amour' sur le CD 'Sings Brel live', 2004)

## T
Telstar
- Le Moribond (sur le CD 'Puur Brel', 2003, extrait du programme 'Puur Brel' de la chaine pour jeunes JimTV qui invita des artistes et groupes belges à retravailler des chansons de Brel à l'occasion du 25e anniversaire de sa mort.

Jacky Terrasson
- Ne me quitte pas (sur le CD 'A Paris...', 2001; jazz)

Têtes Raides
- Les Vieux (sur le CD 'Aux suivants', 2003)

JP den Tex & Les Gueux
- Marieke (sur le CD 'After hours', 1993)

Toots Thielemans
- Ne me quitte pas (sur le CD 'Do not leave me', 1989)

Yann Tiersen
- Ces gens-là (Avec Noir Désir sur le CD 'Aux suivants', 2003)

Michèle Torr
- Quand on n'a que l'amour (sur le CD 'A mi-vie', 1993)
- Amsterdam (sur le CD 'Hommage - Ils chantent Jacques Brel', 1998)

Emiliana Torrini
- If you go away (Ne me quitte pas; sur le CD 'To Be Free Pt. 1', 1999)

Dédé Traké
- Les Bourgeois (sur le CD 'Brel Québec', 1993)

Sylvie Tremblay
- La Quête (sur le CD 'Brel Québec', 1993)

Jackie Trent
- If you go away (sur l'album 'The look of love', 1969)

Triggerfinger
- Au suivant (sur le CD 'Puur Brel', 2003, extrait du programme 'Puur Brel' de la chaine pour jeunes JimTV qui invita des artistes et groupes belges à retravailler des chansons de Brel à l'occasion du 25e anniversaire de sa mort.

Mari Trini
- Ne me quitte pas (sur le CD 'Grandes exitos', 2000)

Will Tura
- Mijn vlakke land ('Le Plat Pays' sur le CD 'Vlaanderen', 1988)

## U
Henk van Ulsen
- Jacky (La Chanson de Jacky), De stier (Les Toros), En wie volgt! (Au suivant), Doodsbed-tango (Le Tango funèbre), Een vrouw of een hond (Les Filles et les Chiens) (sur l'album 'Hommage aan Jacques Brel', 1974)

## V
Vaiana, Pierre
- Le Moribond, Chanson de Jacky, Les Marquises, Les Bourgeois, Mathilde, La Chanson des vieux amants, Vesoul, Le Plat Pays, Les Bonbons, Bruxelles, Les Paumés du petit matin, Voir un ami pleurer (CD 'L'Âme des poètes - joue Brel', 1996)

Conny Vandenbos
- Oud (Vieille; sur l'album 'Conny Vandenbos', 1964)

Maurizio Vandelli
- Non lasciarmi solo (Ne me quitte pas ; du CD 'Se nei '90...', 1991)

Ornella Vanoni
- Ne me quitte pas (sur le CD 'Ai miei amici cantautori', 2003)

Sylvie Vartan
- Ne me quitte pas (sur l'album 'Olympia 72', 1972; live)
- If you go away (sur l'album 'Palais des congrès, 1983; live)
- La Chanson des vieux amants (sur le CD 'Au casino de Paris', 1995)
- Vesoul (du CD et DVD 'Tour de siècle', 1999 ; fait partie d'un pot-pourri)

Jan Vayne
- La Chanson des vieux amants (sur le CD 'Living colours', 1992)

Herman van Veen
- Liefde van later ('La Chanson des vieux amants' sur l'album 'Herman van Veen II', 1969)
- Dit slag volk ('Ces gens-là' sur l'album 'Morgen', 1970)
- Ich lieb dich noch ('La Chanson des vieux amants' sur l'album 'An eine ferne Prinzessin', 1977)
- Een vriend zien huilen ('Voir un ami pleurer' sur l'album 'Anne', 1986)
- Ich weiß ('Voir un ami pleurer' sur l'album 'Anne', 1987)
- Voir un ami pleurer (sur le CD 'You take my breath away', 1992)
- Marieke (sur le CD 'My cat and I', 1994)
- M'n vlakke land ('Le Plat Pays' sur le CD 'In echt', 1998)
- Quand on n'a que l'amour (sur le DVD 'Carré 2000')
- Moenie weggaan nie (Ne me quitte pas; sur le CD 'Carré 2000', 2001)
- Ich loz dir nisht gejn (Ne me quitte pas; sur le CD 'Was ich dir singen wollte - Live', 2002)

Velvet Sound Orchestra
- Ne me quitte pas (sur le CD 'Mediterranean nights', 1999)

Johan Verminnen
- Een vriend zien huilen (Voir un ami pleurer; sur le CD 'Traag is mooi', 1986)
- Fernand (Durant le concert 'Ode aan Jacques Brel', Amsterdam 16 mars 2003)

## W
The Walkabouts
- People such as these (Ces gens-là) (sur l'album 'Train leaves at eight', 2001)

Scott Walker
- Mathilde, My death (La Mort), Amsterdam (sur l'album 'Scott', 1967)
- Jackie (La Chanson de Jacky), Next (Au suivant), The girls and the dogs (Les Filles et les Chiens) (sur l'album 'Scott 2', 1968)
- Sons of... (Fils de...), Funeral tango (Tango funèbre), If you go away (Ne me quitte pas; (sur l'album 'Scott 3', 1969).

Dionne Warwick
- If we only have love (Quand on n'a que l'amour) (sur l'album 'Dionne', 1972)

Wende
- Ça va, La Valse à mille temps, Ne me quitte pas, La Quête (sur le CD 'Quand tu dors', 2004)
- Au suivant (In het Nederlandse televisieprogramma Vrijdag prinsjesdag op 10 september 2004).
- Le Plat Pays, Vesoul (sur le CD 'La fille noyee', 2006)

Dottie West
- If you go away (Ne me quitte pas) (sur l'album 'What I'm cut out to be', 1968)

Westlife
- Seasons in the Sun (Le Moribond, 1999)

Cherry Wijdenbosch
- Mijn vlakke land (Le Plat Pays) (sur le CD 'Niet ik', 1999)

Andy Williams
- Seasons in the Sun (Le Moribond) (sur le  CD 'Reflexions', 1991)

Nancy Wilson
- If we only have love (Quand on n'a que l'amour) (sur le CD 'Live from Las Vegas', 20029

Edward Woodward
- If you go away (Ne me quitte pas) (sur le CD 'Love is the key', 1977)

Nanette Workman
- Ne me quitte pas (sur le CD 'Brel Québec', 1993)

## X
Manos Xidou
- Άμστερνταμ (Amsterdam) CD En attendant le Nectar ( "Περιμένοντας το νέκταρ")

## Y
Glenn Yarbrough
- The women

## Z
Gheorghe Zamfir
- If you go away

Zebda
- Jaurès

Zinzin
- Vesoul

Zita Swoon
- Jackie